# Угон автомобиля
Угон автомобиля — завладение автомобилем против воли его владельца с целью хищения, из хулиганских побуждений, для совершения преступления или иных целей.

## Разбойный угон
Большинство угонов являются кражей, скрытным завладением. Завладение автомобилем возможно и в результате открытого нападения, то есть в результате грабежа или разбойного нападения. Способы такого разбойного нападения включают в себя:
- совершение дорожно-транспортного происшествия с участием потерпевшего со стороны багажника и угон автомобиля после того, как жертва выйдет из автомобиля, чтобы оценить ущерб;
- постановка автомобильной аварии, иногда с травмами, и кража автомобиля неравнодушного водителя, который останавливается, чтобы помочь;
- мигание фарами или привлечение внимания жертвы с указыванием на проблему у машины жертвы, а потом угон авто после того, как жертва останавливается;
- блокирование машины жертвы на дороге или перед воротами дома жертвы.[1]

Отделения полиции, охранные агентства и автостраховщики опубликовали список стратегий для предотвращения разбойных нападений с целью завладения автомобилями:
- Оставаться бдительным и следить за окружающей обстановкой;
- Парковаться в хорошо освещенных местах;
- Держать окна и двери автомобиля запертыми;
- Избегать незнакомых районов или районов с высоким уровнем преступности;
- Вызывать полицию сразу после нападения;
- Избегать малопосещаемые автостоянки, банкоматы, таксофоны и т. д.;
- Остановившись в пробке, соблюдать дистанцию от впереди идущего транспортного средства, так чтобы можно было легко оторваться от преследования, если это необходимо;
- Избегать конфликтов с другими водителями.

См. также Grand Theft Auto, Банда GTA, Никодем Скотарчак.

## Специфика по странам

### Россия
В законодательстве России под угоном автомобиля в строгом смысле слова понимается неправомерное завладение автомобилем или иным транспортным средством без цели хищения. То есть угон автомобиля с целью проехаться на нём и бросить квалифицируется как угон, а угон автомобиля с целью его последующего сбыта, разбора на запасные части и т. п. рассматривается как кража, грабёж или разбой в зависимости от обстоятельств преступления.

### Южная Африка

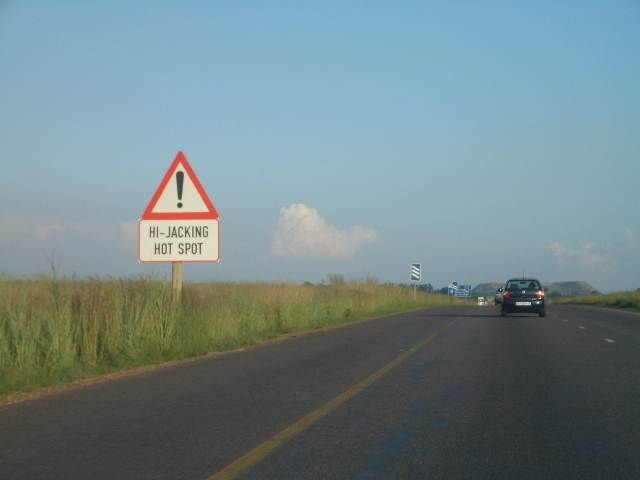
Знак в Южной Африке, предупреждающий водителей об опасности

Разбойные нападения на водителей являются серьёзной проблемой в ЮАР. Ряд дорожных знаков предупреждают водителей о том, что некоторые районы для них опасны. В стране было совершено 16 тыс. угонов автомобилей в 1998 году.
В связи с распространённостью таких разбойных нападений в конце 1990-х и начале 2000-х годов на рынке ЮАР появились средства, предназначенные для нанесения вреда нападающим. Среди них был ныне несуществующий компактный огнемёт «Бластер», который можно было установить в нижней части автомобиля.